# Hero of War
«Hero of War» es un sencillo de Rise Against publicado en 2009 y perteneciente al álbum Appeal to Reason. El videoclip fue publicado en la página de la banda en Myspace el 20 de mayo de 2009. 

## Significado
La canción comienza con un reclutador militar ofreciendo al protagonista, un posible recluta, alistarse. Mediante promesas de aventura y dinero, este acepta. Al final de la canción, el recluta, ahora un veterano, recuerda con amarga ironía las promesas del reclutador, según las cuales alistarse significaba "ver el mundo".
El alistado ve la destrucción de las guerras, incluyendo la destrucción de sus propios escrúpulos, cuando el protagonista es convencido para participar en la tortura de un prisionero. El soldado declara "Llevaré esta bandera, hasta la tumba si es necesario, porque es una bandera que amo, y una bandera en la que creo." Pero después de matar a una mujer y darse cuenta de que esta portaba una bandera blanca, el cambia su opinión sobre su anterior patriotismo y amor a la bandera, justificando mientras mira la bandera blanca, "Traje a casa esa bandera, ahora acumula polvo. Pero es una bandera que amo, es la única bandera en la que creo."
Tim McIlrath escribió esta canción debido a la violencia en la guerra, pero también por las tropas que sirven en el extrenjero protegiendo sus respectivos países.
Cerca del final, el veterano reacciona con repulsión a aquellos que le ven como "Un héroe de guerra. Es eso lo que ellos ven, tan solo medallas y cicatrices, ¡estarán tan orgullosos de mi!" Tim declaró que él estaba expresando sarcasmo por toda esa gente que trata a los soldados como héroes, aunque muchos de ellos no se sienten como tal.

## Videoclip
Se hizo un videoclip para la canción, aunque esta no fue estrenada como un sencillo del álbum, así que la canción fue confundida e interpretada como el tercer single este. El videoclip fue publicado el 20 de mayo de 2009, en la página de Myspace de la banda.
El video alterna escenas del cantante principal Tim McIlrath sentado y cantando la canción mientras toca la guitarra la guitarra acústica, y escenas de soldados en la guerra. A lo largo de estas escenas se intercalan otras de un soldado visiblemente estresado. El video finaliza con el soldado andando calle abajo, con el torso desnudo y la cara pintada, mientras sirenas suenan en el fondo, insinuando que este se había sumido en la violencia debido al trastorno por estrés postraumático.

## Plantilla
- Tim McIlrath – voz, guitarra acústica

## Ranking
| Listas (2009-2010)         | Mejor posición |
| -------------------------- | -------------- |
| Suecia (Sverigetopplistan) | 4              |